# Dworzyska (województwo wielkopolskie)
Dworzyska – osada w Polsce, położona w województwie wielkopolskim, w powiecie poznańskim, w gminie Kórnik.
W latach 1975–1998 miejscowość administracyjnie należała do województwa poznańskiego. 
Wieś stanowiła fragment dóbr kórnickich należących do Działyńskich. W 1926 była własnością Fundacji Zakłady Kórnickie (100 ha). Znajduje się tu zabytkowy dwór z pierwszej połowy XIX wieku, wyremontowany w 1954 (nr rej.: 841/A z 16.02.1970). Otacza go park krajobrazowy z drugiej połowy XIX wieku. Obiekt parterowy nakryty dachem naczółkowym z płytkim ryzalitem na osi. 
We wsi działa Stacja Zasobów Genetycznych Drobiu Wodnego należąca do Zakładu Doświadczalnego Kołuda Wielka, Państwowego Instytutu Badawczego - Instytutu Zootechniki.